# Caçaniosa
Cassaniouze és un municipi francès situat al departament de Cantal i a la regió d'Alvèrnia-Roine-Alps. L'any 2007 tenia 517 habitants.

## Demografia

### Població
El 2007 la població de fet de Cassaniouze era de 517 persones. Hi havia 234 famílies de les quals 68 eren unipersonals (28 homes vivint sols i 40 dones vivint soles), 85 parelles sense fills, 61 parelles amb fills i 20 famílies monoparentals amb fills.
La població ha evolucionat segons el següent gràfic:
Habitants censats

### Habitatges
El 2007 hi havia 416 habitatges, 242 eren l'habitatge principal de la família, 134 eren segones residències i 40 estaven desocupats. 390 eren cases i 24 eren apartaments. Dels 242 habitatges principals, 201 estaven ocupats pels seus propietaris, 33 estaven llogats i ocupats pels llogaters i 7 estaven cedits a títol gratuït; 2 tenien una cambra, 19 en tenien dues, 44 en tenien tres, 65 en tenien quatre i 112 en tenien cinc o més. 206 habitatges disposaven pel capbaix d'una plaça de pàrquing. A 137 habitatges hi havia un automòbil i a 78 n'hi havia dos o més.

### Piràmide de població
La piràmide de població per edats i sexe el 2009 era:
| Homes | Edats   | Dones |
| ----- | ------- | ----- |
| 0     | 95 o +  | 8     |
| 4     | 90 a 94 | 4     |
| 4     | 85 a 89 | 4     |
| 0     | 80 a 84 | 8     |
| 24    | 75 a 79 | 36    |
| 20    | 70 a 74 | 20    |
| 12    | 65 a 69 | 28    |
| 20    | 60 a 64 | 4     |
| 8     | 55 a 59 | 32    |
| 24    | 50 a 54 | 4     |
| 28    | 45 a 49 | 28    |
| 16    | 40 a 44 | 16    |
| 20    | 35 a 39 | 12    |
| 12    | 30 a 34 | 8     |
| 4     | 25 a 29 | 12    |
| 12    | 20 a 24 | 12    |
| 28    | 15 a 19 | 24    |
| 24    | 10 a 14 | 8     |
| 12    | 5 a 9   | 4     |
| 4     | 0 a 4   | 4     |

## Economia
El 2007 la població en edat de treballar era de 297 persones, 222 eren actives i 75 eren inactives. De les 222 persones actives 216 estaven ocupades (121 homes i 95 dones) i 5 estaven aturades (5 homes). De les 75 persones inactives 43 estaven jubilades, 10 estaven estudiant i 22 estaven classificades com a «altres inactius».

### Ingressos
El 2009 a Cassaniouze hi havia 234 unitats fiscals que integraven 508 persones, la mediana anual d'ingressos fiscals per persona era de 14.447,5 €.

### Activitats econòmiques
Dels 29 establiments que hi havia el 2007, 1 era d'una empresa extractiva, 1 d'una empresa alimentària, 9 d'empreses de construcció, 7 d'empreses de comerç i reparació d'automòbils, 2 d'empreses de transport, 4 d'empreses d'hostatgeria i restauració, 1 d'una empresa financera, 1 d'una empresa immobiliària, 1 d'una empresa de serveis i 2 d'entitats de l'administració pública.
Dels 11 establiments de servei als particulars que hi havia el 2009, 1 era una oficina bancària, 3 tallers de reparació d'automòbils i de material agrícola, 1 paleta, 1 guixaire pintor, 2 fusteries i 3 lampisteries.
Dels 3 establiments comercials que hi havia el 2009, 1 era una botiga de menys de 120 m², 1 una fleca i 1 una botiga d'equipament de la llar.
L'any 2000 a Cassaniouze hi havia 53 explotacions agrícoles que ocupaven un total de 1.677 hectàrees.

## Equipaments sanitaris i escolars
El 2009 hi havia una escola elemental.

## Poblacions més properes
El següent diagrama mostra les poblacions més properes.